# چشم‌گرد کایان
چشم‌گرد کایان (نام علمی: Nycticebus kayan) نام یک گونه از سرده چشم‌گرد تنبل است.